# Come to Life
Come to Life — четвёртый студийный альбом австралийской певицы Натали Имбрульи и первый, выпущенный в 2009 году на собственном лейбле Malabar Records.

## Об альбоме
Come to Life поступил в продажу 2 октября 2009 года в некоторых европейских странах, а 5 октября состоялся цифровой релиз в Великобритании (планировавшийся в мае 2010 года выход на физическом носителе был впоследствии отменен). Альбом Come to Life стал первым студийным альбомом австралийской певицы за четыре года. В работе над лонгплеем принимал участие фронтмен группы Coldplay Крис Мартин.
Альбом дебютировал лишь на 67 строчке австралийских чартов. Продажи в первую неделю после релиза составили всего 740 экземпляров. Следующая неделя не улучшила положение: Come to Life упал до 89 места: на этом пребывание в ARIA Charts закончилось.

## Список композиций
| №   | Название                        | Автор(ы)                                                  | Продюсеры                               | Длительность |
| --- | ------------------------------- | --------------------------------------------------------- | --------------------------------------- | ------------ |
| 1.  | «My God»                        | Natalie Imbruglia, Crispin Hunt                           | Ben Hillier                             | 4:04         |
| 2.  | «Lukas»                         | Guy Berryman, Jonny Buckland, Will Champion, Chris Martin | Brian Eno, Rik Simpson                  | 3:50         |
| 3.  | «Fun»                           | Berryman, Buckland, Champion, Martin                      | Ken Nelson                              | 4:22         |
| 4.  | «Twenty»                        | Imbruglia, Sheppard Solomon                               | Ben Hillier                             | 3:57         |
| 5.  | «Scars»                         | Imbruglia, Jamie Hartman                                  | Rik Simpson, Джон Хопкинс, Leo Abrahams | 3:32         |
| 6.  | «Want»                          | Imbruglia, Kat Kourtney, Gary Clark, Chris Martin         | Rik Simpson                             | 4:20         |
| 7.  | «WYUT»                          | Imbruglia, Alain Johannes, Natasha Shneider               | Alain Johannes                          | 3:20         |
| 8.  | «Cameo»                         | Imbruglia, Hillier, Dave McCracken                        | Dave McCracken, Ben Hillier             | 3:13         |
| 9.  | «All the Roses»                 | Imbruglia, Clark                                          | Ben Hillier                             | 3:29         |
| 10. | «Wild About It»                 | Imbruglia, Hillier, McCracken                             | McCracken, Ben Hillier                  | 4:08         |
| 11. | «2000 Miles (Website Download)» | Chrissie Hynde                                            | Ben Hillier                             | 3:51         |

| №   | Название   | Автор(ы)                     | Продюсеры   | Длительность |
| --- | ---------- | ---------------------------- | ----------- | ------------ |
| 11. | «Flirting» | Imbruglia, Siddhartha Khosla | Ben Hillier | 5:00         |

## Синглы

Обложка сингла «Want»

Песня «Want» была издана 28 сентября 2009 года в качестве ведущего сингла с нового альбома австралийской певицы. Трек, который распространялся только посредством цифровой дистрибуции, достиг 6 места итальянского национального хит-парада. В Бельгии сингл достиг 27 позиции. В Австралии «Want» дебютировал на 31 строчке местных Airplay-чартов, достигнув, в итоге, 22 места, но провалился в чартах ARIA. В Греции сингл возглавил чарты продаж онлайн-магазина iTunes. В британском хит-параде композиция на неделю вошла в Top 100, добравшись до 88 позиции.
Композиция «Scars» изначально задумывалась в качестве второго сингла. Однако его релиз, запланированный на 26 апреля 2010 года, равно как и выход альбома Come to Life в Великобритании на физическом носителе, был отменен.

## Позиция в чартах
| Чарт (2009)                   | Место |
| ----------------------------- | ----- |
| ARIA Top 100 Albums           | 67    |
| ARIA Top 100 Physical Albums  | 81    |
| ARIA Top 20 Australian Albums | 18    |
| Italian Albums Chart          | 34    |
| Russian Albums Chart          | 25    |
| Swiss Albums Chart            | 70    |

## Дата выхода альбома в разных странах
| Страна/Регион                   | Дата релиза     | Лейбл           |
| ------------------------------- | --------------- | --------------- |
| Ирландия                        | 2 октября 2009  | Island Records  |
| Австрия                         | 2 октября 2009  | Island Records  |
| Италия                          | 2 октября 2009  | Island Records  |
| Великобритания (Цифровой релиз) | 5 октября 2009  | Island Records  |
| Новая Зеландия                  | 5 октября 2009  | Sony Music      |
| Австралия                       | 9 октября 2009  | Sony Music      |
| Европа                          | 12 октября 2009 | Island Records  |
| Япония                          | 14 октября 2009 | Universal Music |
| Мексика (Цифровой релиз)        | 20 октября 2009 | Malabar Records |
| Германия                        | 6 ноября 2009   | Island Records  |